# جمعه سیزدهم

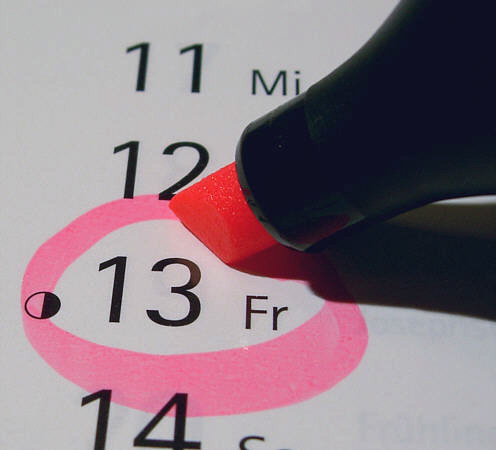
جمعه سیزدهم بر روی تقویم

جمعه سیزدهم هنگامی رخ می‌دهد که سیزدهم ماه در روز جمعه قرار بگیرد. بر طبق خرافات این روز، روز بدشانسی خواهد بود. در تقویم گرگوری این روز حداقل یک بار در سال اتفاق میفتد اما به‌طور معمول سه بار در سال این اتفاق تکرار می‌شود.

## هراس
ترس از جمعه سیزدهم friggatriskaidekaphobia (فریگا نام الهه نورس است که آنها جمعه را به این نام صدا می‌زدند و triskaideka به معنی عدد سیزده است، که در آن "tris" به معنی ۳،"kai" به معنی "و" و "deka" به معنی ۱۰ می‌باشد.) نامیده می‌شود.